# Árni Frederiksberg
Árni Frederiksberg (ur. 13 czerwca 1992 roku) – farerski piłkarz występujący na pozycji pomocnika w klubie KÍ oraz w reprezentacji Wysp Owczych.

## Kariera klubowa
Od 2009 roku Frederiksberg występował w drugim składzie klubu NSÍ Runavík, rozgrywającego mecze w drugiej lidze. Podczas sezonu 2009 wystąpił dwadzieścia pięć razy i zdobył pięć bramek, a jego drużyna zajęła ósme miejsce w tabeli. W pierwszoligowym składzie klubu zadebiutował 8 lipca 2010 w spotkaniu Ligi Europy 2010/11 przeciwko Gefle IF, które zakończyło się przegraną 1:2. Pierwszą bramkę strzelił zaś 15 sierpnia w meczu ligowym przeciwko B71 Sandoy. Łącznie zagrał dotąd 183 razy dla pierwszego składu swojego klubu i strzelił pięćdziesiąt sześć bramek. Najwyższą, drugą lokatę w tabeli zdobył z klubem podczas Effodeildin 2015.

## Kariera reprezentacyjna
Frederiksberg reprezentował swój kraj po raz pierwszy 7 października 2010 roku, kiedy wystąpił w meczu reprezentacji U-19 przeciwko Chorwacji, który zakończył się rezultatem 2:2. Następnie zagrał jeszcze w dwóch meczach na tym poziomie wiekowym. W reprezentacji U-21 zadebiutował 7 czerwca 2013 roku w zremisowanym 2:2 spotkaniu przeciwko Rumunii. Wystąpił łącznie w siedmiu meczach i strzelił jedną bramkę 15 października 2013 w przegranym 2:3 meczu przeciwko Niemcom.
W seniorskiej kadrze zadebiutował w sześćdziesiątej ósmej minucie meczu przeciwko Rumunii 11 października 2015 (0:3), kiedy zastąpił Sølviego Vatnhamara. Później zagrał jeszcze w jednym spotkaniu.